# Herbert Schultze (Rennfahrer)

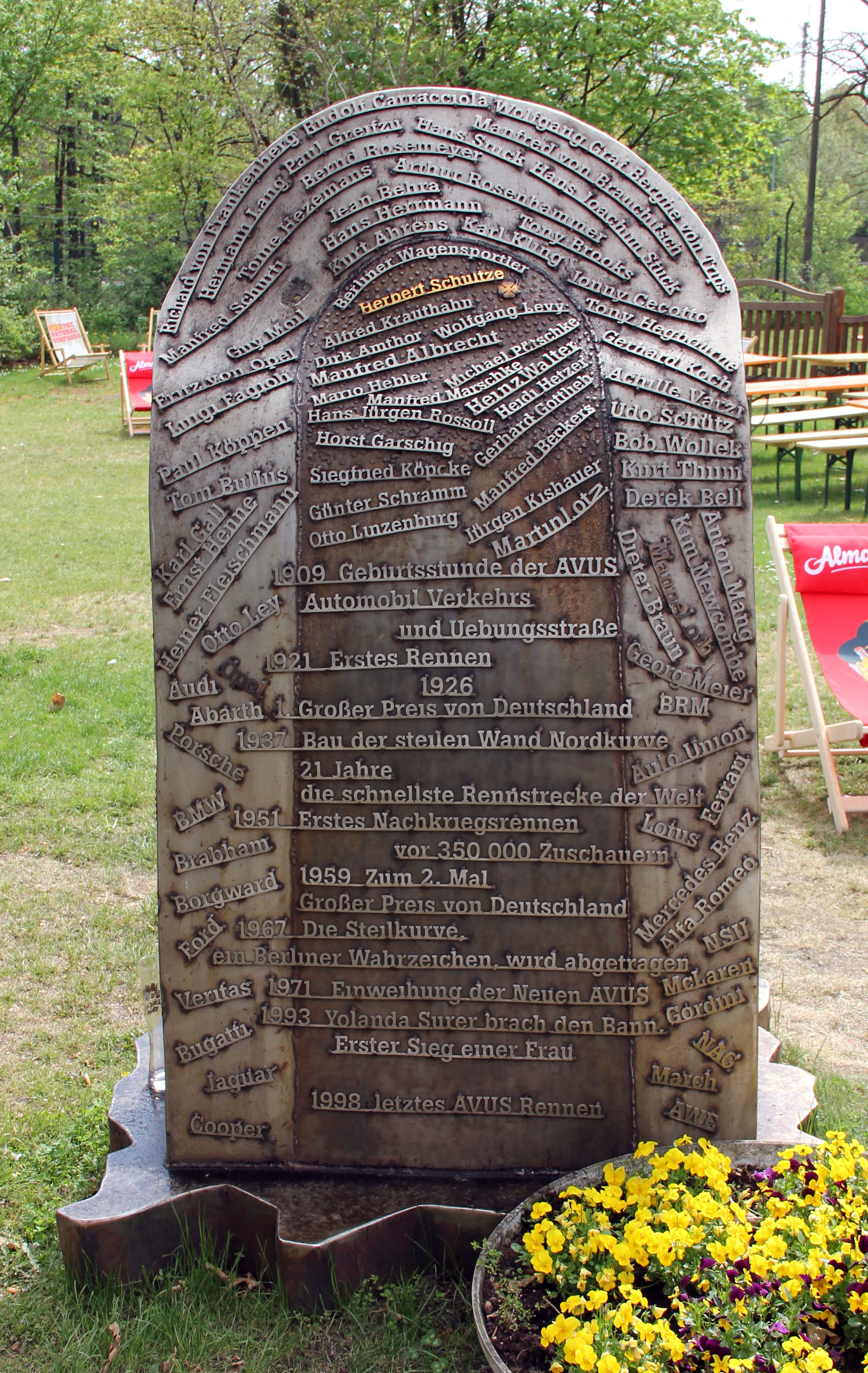
Denkmal Avus Spanische Allee 180

Herbert Schultze (* 23. Januar 1931 in Berlin; † 12. Juli 1970 auf dem Nürburgring) war ein deutscher Rennfahrer, der Mitte der 1960er Jahre drei Mal in Folge deutscher Tourenwagen-Meister auf Alfa Romeo wurde.

## Leben
Schultze wurde in Berlin als Sohn des Staatswissenschaftlers Georg Schultze und Margarete Bielenberg, eine Tochter des Architekten Richard Bielenberg, geboren. Anfang der 1950er Jahre absolvierte er eine Ausbildung zum Industriekaufmann. 1958 machte er sich in West-Berlin als Gebrauchtwagenhändler selbstständig und spezialisierte sich auf englische Sportfahrzeuge der Marken MG, Triumph und Jaguar, die er bald auch als Neuwagen zu importieren begann. In der Berliner Gesellschaft machte sich Schultze damit rasch einen Namen als Autohändler für exklusive und sportliche Autos, zu seinen Kunden gehörten unter anderem Götz George, Klaus Kinski und Toni Sailer.
1961 übernahm Schultze von „Hanne“ Wax die Handelsvertretung für Alfa Romeo und bezog 1961 die Kant-Garagen an der Kantstraße, wo er, parallel zu seinem Autohandel am Kurfürstendamm, eine Autowerkstatt betrieb. 1965 nahm er Wilhelm Heckel als Mitinhaber in sein Geschäft auf, um sich selbst verstärkt dem Autorennsport zu widmen. Das Unternehmen firmierte fortan als „Herbert Schultze Automobile OHG“.

## Karriere

### Anfänge im Tourenwagensport
1953 begann Schultze sich an Gelände- und Orientierungsfahrten zu beteiligen und gewann in seinem ersten Jahr auf einem VW 1100 bereits die DMV-Winterfahrt. 1956 wurde er Berliner Wagenmeister. Auf einem DKW F 91 fuhr er ab 1957 bei mehreren nationalen Tourenwagen-Rennen. Ab 1958 wurde Schultze vom Berliner Alfa-Händler „Hanne“ Wax unterstützt, der ihm ein Giulietta-Sprint-Veloce-Coupé mit Zagato-Karosserie zur Verfügung stellte. Nach Einrichtung einer eigenen Rundstrecken-Meisterschaft für Tourenwagen und GT-Fahrzeuge nahm Schultze an dieser neuen Rennserie teil und erzielte von 1961 an mit einer von Karl Foitek in der Schweiz präparierten Giulietta-Limousine erste Achtungserfolge. Daneben setzte er aber auch Autos anderer Marken ein und fuhr beim 1000-km-Rennen auf dem Nürburgring 1963 zusammen mit Jochen Neerpasch auf einem Volvo P1800 sowie 1964 mit Günther Selbach auf einem Porsche 904.
In der Saison 1965 nahm Schultze mit einer Giulia TI Super an Tourenwagen-Rennen sowie mit einer Giulia TZ an Sportwagen-Rennen der Rundstrecken-Meisterschaft teil. Als Alfa-Händler wurde ihm von der deutschen Alfa-Zentrale in Frankfurt für das 1000-km-Rennen ein GTA-Prototyp zur Verfügung gestellt. Nach Abschluss des Homologationsverfahrens setzte Schultze den GTA beim letzten Saisonlauf in Wunstorf erstmals auch in der Rundstrecken-Meisterschaft ein und gewann das Rennen auf Anhieb.

### Erfolge in der Deutschen Rundstrecken-Meisterschaft
Um den Verkauf von Alfa-Modellen zu fördern, entschlossen sich Schultze und Alfa Deutschland, 1966 ein volles Saisonprogramm mit dem GTA zu absolvieren. Dafür erhielt er einen von Autodelta aufgebauten Wagen, den er in seinem eigenen Autohaus für die Rennen vorbereitete. Er beendete in seiner Klasse alle acht Rennen als Sieger und wurde, punktgleich mit Josef Schnitzer auf BMW, deutscher Meister. 1967 konnte er diesen Erfolg wiederholen, diesmal holte er neun Siege in zehn Läufen. Mit dem erneuten Gewinn der Meisterschaft 1968 feierte er als erster deutscher Rennfahrer einen Titel-Hattrick. Damit trug Schultze entscheidend dazu bei, das sportliche Image der Marke Alfa Romeo zu fördern und die Verkaufszahlen in Deutschland zu steigern.

### Alfa-Werksfahrer
Dank seiner Erfolge wurden Schultze von Alfa für große Rennveranstaltungen abseits der Rundstrecken-Meisterschaft schon ab 1966 Werkswagen von Autodelta zur Verfügung gestellt. Zum 1000-km-Rennen 1968 startete er erstmals auf dem neuen Sportwagen-Prototyp Tipo 33. Ab 1969 konzentrierte er sich auf die immer populärer werdenden Sportwagenrennen und verzichtete darauf, seinen Tourenwagentitel zu verteidigen. 1970 wurde er schließlich zum Alfa-Werksfahrer berufen. Beim GP der Tourenwagen auf dem Nürburgring startete er auf einem GT Am, mit dem er in der letzten Rennrunde infolge eines Reifenschadens verunglückte und gegen einen Baum prallte. Schultze starb noch an der Unfallstelle.

### Andenken
In Erinnerung an Herbert Schultze vergibt die Scuderia Avus alljährlich den Herbert-Schultze-Gedächtnispokal. Sein Andenken wird auch durch das 2005 aufgestellte Denkmal der Berliner Avus des Berliner Künstlers Joachim Matz geehrt, auf dem Schultzes Name durch goldene Lettern und ein kleines Alfa-Quadrifoglio hervorgehoben ist.

## Statistik

### Einzelergebnisse in der Sportwagen-Weltmeisterschaft
| Saison | Team                           | Rennwagen               | 1   | 2   | 3   | 4   | 5   | 6   | 7   | 8   | 9   | 10  | 11  | 12  | 13  | 14  | 15  | 16  | 17  | 18  | 19  | 20  | 21  | 22  |
| ------ | ------------------------------ | ----------------------- | --- | --- | --- | --- | --- | --- | --- | --- | --- | --- | --- | --- | --- | --- | --- | --- | --- | --- | --- | --- | --- | --- |
| 1958   | Sepp Liebl                     | Alfa Romeo Giulietta SV | BUA | SEB | TAR | NÜR | LEM | RTT |     |     |     |     |     |     |     |     |     |     |     |     |     |     |     |     |
| 1958   | Sepp Liebl                     | Alfa Romeo Giulietta SV | 23  |     |     |     |     |     |     |     |     |     |     |     |     |     |     |     |     |     |     |     |     |     |
| 1959   | Auto-Wax                       | Alfa Romeo Giulietta SV | SEB | TAR | NÜR | LEM | RTT |     |     |     |     |     |     |     |     |     |     |     |     |     |     |     |     |     |
| 1959   | Auto-Wax                       | Alfa Romeo Giulietta SV | DNF |     |     |     |     |     |     |     |     |     |     |     |     |     |     |     |     |     |     |     |     |     |
| 1962   | Volvo Germany                  | Volvo P1800             | DAY | SEB | SEB | MAI | TAR | BER | NÜR | LEM | TAV | CCA | RTT | NÜR | BRI | BRI | PAR |     |     |     |     |     |     |     |
| 1962   | Volvo Germany                  | Volvo P1800             |     |     |     | DNF |     |     |     |     |     |     |     |     |     |     |     |     |     |     |     |     |     |     |
| 1963   | Volvo Germany Herbert Schultze | Volvo PV444 VW Karmann  | DAY | SEB | SEB | TAR | SPA | MAI | NÜR | CON | ROS | LEM | MON | WIS | TAV | FRE | CCE | RTT | OVI | NÜR | MON | MON | TDF | BRI |
| 1963   | Volvo Germany Herbert Schultze | Volvo PV444 VW Karmann  |     |     |     |     |     |     | DNF |     |     |     |     | 13  |     |     |     |     |     |     |     |     |     |     |
| 1964   | Günther Selbach                | Porsche 904             | DAY | SEB | TAR | MON | SPA | CON | NÜR | ROS | LEM | REI | FRE | CCE | RTT | SIM | NÜR | MON | TDF | BRI | BRI | PAR |     |     |
| 1964   | Günther Selbach                | Porsche 904             |     |     |     | 17  |     |     |     |     |     |     |     |     |     |     |     |     |     |     |     |     |     |     |
| 1965   | Autodelta                      | Alfa Romeo GTA          | DAY | SEB | BOL | MON | MON | RTT | TAR | SPA | NÜR | MUG | ROS | LEM | REI | BOZ | FRE | CCE | OVI | NÜR | BRI | BRI |     |     |
| 1965   | Autodelta                      | Alfa Romeo GTA          |     |     |     |     |     | 19  |     |     |     |     |     |     |     |     |     |     |     |     |     |     |     |     |
| 1966   | Autodelta                      | Alfa Romeo TZ           | DAY | SEB | MON | TAR | SPA | NÜR | LEM | MUG | CCE | HOK | SIM | NÜR | ZEL |     |     |     |     |     |     |     |     |     |
| 1966   | Autodelta                      | Alfa Romeo TZ           |     |     | 13  |     |     |     |     |     |     |     |     |     |     |     |     |     |     |     |     |     |     |     |
| 1967   | Hähn                           | Alfa Romeo GTA          | DAY | SEB | MON | SPA | TAR | NÜR | LEM | HOK | MUG | BRH | CCE | ZEL | OVI | NÜR |     |     |     |     |     |     |     |     |
| 1967   | Hähn                           | Alfa Romeo GTA          |     |     |     |     |     |     |     |     |     |     | 6   |     |     |     |     |     |     |     |     |     |     |     |
| 1968   | Alfa Romeo Deutschland         | Alfa Romeo T33          | DAY | SEB | BRH | MON | TAR | NÜR | SPA | WAT | ZEL | LEM |     |     |     |     |     |     |     |     |     |     |     |     |
| 1968   | Alfa Romeo Deutschland         | Alfa Romeo T33          |     |     | 10  |     |     |     |     |     |     |     |     |     |     |     |     |     |     |     |     |     |     |     |
| 1969   | Alfa Romeo Deutschland         | Alfa Romeo T33          | DAY | SEB | BRH | MON | TAR | SPA | NÜR | LEM | WAT | ZEL |     |     |     |     |     |     |     |     |     |     |     |     |
| 1969   | Alfa Romeo Deutschland         | Alfa Romeo T33          |     |     |     | 7   |     |     |     |     |     |     |     |     |     |     |     |     |     |     |     |     |     |     |